# بيبيتشي كابامبا
بيبيتشي كابامبا (بالفرنسية: Bibiche Kabamba)‏ مواليد 15 يوليو 1981، هي لاعبة كرة يد كونغولية تلعب كحارس مرمى. مثلت منتخب جمهورية الكونغو الديمقراطية لكرة اليد للسيدات.

## سجل المنافسة
شاركت في البطولات التالية:
- بطولة العالم لكرة اليد للسيدات 2013
- بطولة العالم لكرة اليد للسيدات 2015